# Fontana dei Libri

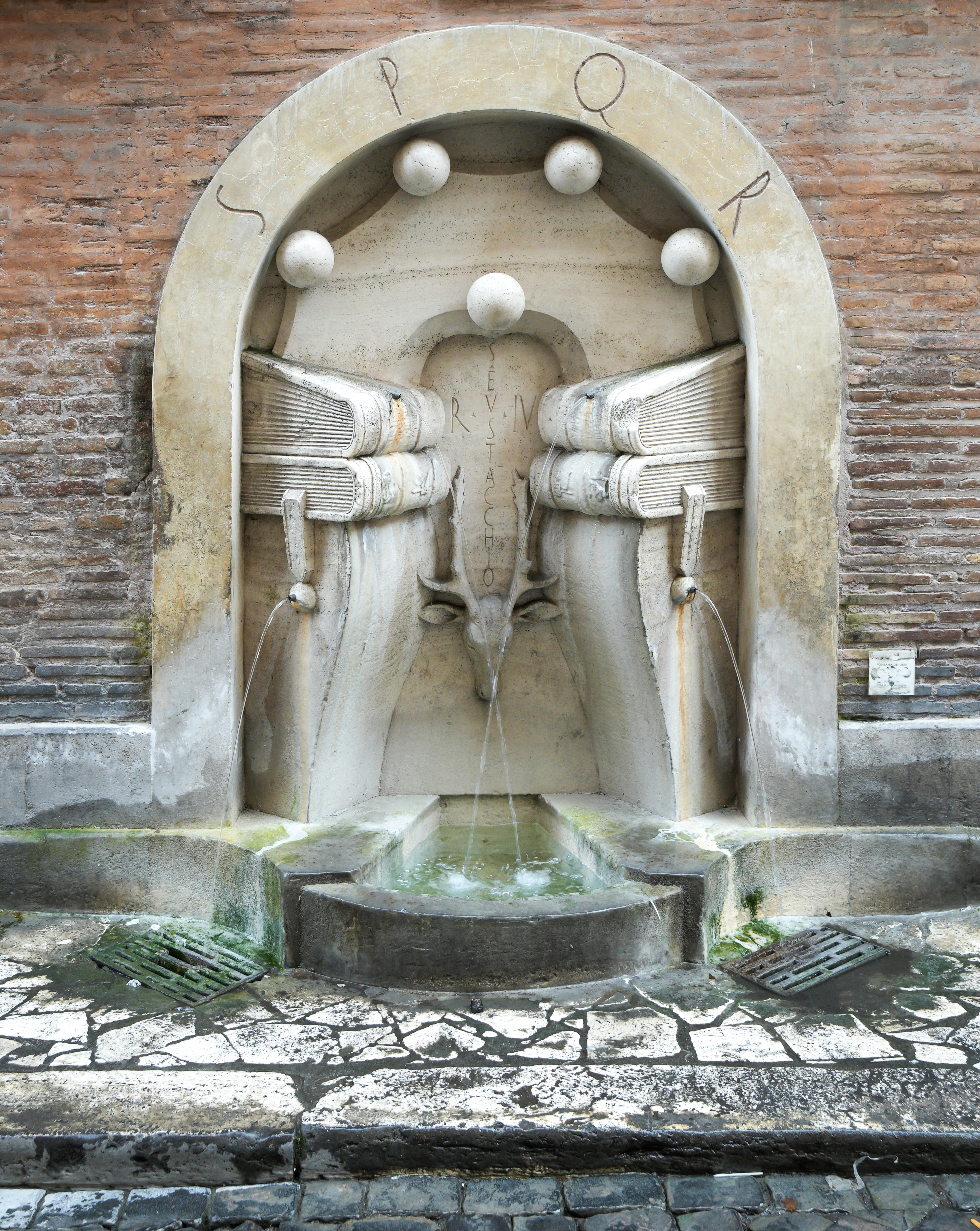
de Fontana dei Libri

De Fontana dei Libri in de Via dei Staderari te Rome is het werk van de Romeinse beeldhouwer-architect Pietro Lombardi. Deze kreeg in 1927 van de bestuurder van Rome de opdracht om voor een tiental rioni (wijken) van de stad een kenmerkende fontein te ontwerpen. Lombardi inspireerde zich daarbij telkens op de naam of iets typisch van desbetreffende rione.
De Fontana dei Libri bevindt zich in de rione Sant'Eustachio en bevat een aantal verwijzingen daarnaar:
- De lijvige boeken verwijzen naar de universiteit La Sapienza, die tot 1935 was ondergebracht in het 16de-eeuwse Palazzo della Sapienza waar deze fontein tegenaan is geplaatst. Het water straalt uit de bladwijzers en uit de bovenste boeken, als wijsheid die daaruit voortvloeit.
- De hertenkop met rank gewei tussen de boeken is het symbool van de rione Sant'Eustachio die genoemd is naar de kerk iets verderop. Die is gewijd aan een Romeinse soldaat uit de tweede eeuw die volgens de legende tijdens een jachtpartij het kruis van Christus zou hebben zien verschijnen in het gewei van een hert en die zich daarop zou hebben bekeerd tot het christendom.
- De 5 bollen zijn een lichte aanpassing van het embleem van de Florentijnse familie de'Medici, die in het begin van de 16de eeuw haar palazzo had gebouwd in de nabijgelegen Corso del Rinascimento. Dit palazzo kreeg algauw de naam Palazzo Madama, zoals het nog steeds wordt genoemd.
- Tussen de takken van het gewei is verticaal de naam van de rione Sant'Eustachio te lezen, en horizontaal het nummer ervan. Door een vergissing werd echter nummer VIII uitgehouwen in plaats van het correcte nummer IV van deze rione.

Op de boog zijn de letters SPQR aangebracht (afkorting voor de Latijnse woorden Senatus Populusque Romanus) die is te lezen op de meeste eigendommen van de stad Rome.
In 2015 is de fontein gerestaureerd met dank aan Nederlands geld. Na de vernieling van de Fontana della Barcaccia door Feyenoord-vandalisten zamelde een groep Nederlanders rondom het tijdschrift Roma Aeterna 6.800 euro in voor herstel van de Barcaccia-fontein. Omdat de gemeente Rome echter al zelf de restauratie op zich had genomen, kwam dit geld uiteindelijk ten goede aan de Fontana dei Libri.